# Étang de Montaubry
Pour les articles homonymes, voir Montaubry.
L'étang de Montaubry se situe au nord de la commune d'Écuisses et à l'est de la commune du Breuil, près du Creusot, dans le département de Saône-et-Loire, en France.

## Géographie
Sur la commune du Breuil, il se répartit principalement en trois anses: la queue des Coutots plutôt sauvage, la queue des Lavauts, protégée des vents dominants et la queue de Morande, la plus vaste.

## Histoire
Créé entre 1859 et 1861, il constitue une retenue des eaux d'alimentation de la Dheune et alimente le canal du Centre pour son versant Méditerranée avec une vaste réserve de 4,35 millions de m3 qui cependant ne pouvait se renouveler que tous les 17 mois lorsque le nombre d'éclusées était important.
Il est géré par les Voies navigables de France.

## Barrage
C'est un barrage rectiligne en terre de 135 m de longueur avec une altitude de la crête de 280,2 m.

## Activités

### Sports nautiques
Il permet différents sports nautiques dont le paddle, la planche à voile, le wakeboard. Il héberge un club de ski nautique.

### Randonnée
Un sentier de 13,5 km permet le tour du lac. Le camping y est interdit.

### Pêche
Sont présents des poissons blancs (ablette, brème, gardon), des carnassiers (sandre, brochet, perche) et des carpes communes. 
Un parcours de pêche à la carpe de nuit existe. Cet étang est notamment connu pour être un lieu de prédilection des amateurs de skipping sous les branchages afin de déclencher des attaques spectaculaires de brochets métrés.

## Environnement

### Faune
Un animal étrange, la pectinatelle (Pectinatella magnifica), de la famille des bryozoaires, est  présent dans l'étang.